# ハリヤーンウィー語映画
ハリヤーンウィー語映画（ハリヤーンウィーごえいが、Haryanvi cinema）は、インドの映画のうちハリヤーンウィー語で製作された映画で、ハリヤーナー州に拠点を置く映画産業を指す。「ハリウッド(Harywood)」の通称で知られている。他の州政府とは異なり、ハリヤーナー州政府はハリヤーンウィー語映画産業に対して助成金制度や娯楽税の免税措置などの政策は実施していない。

## 歴史
初めて製作されたハリヤーンウィー語映画は、1973年に公開された白黒映画『Beera Shera』だった。同作を監督したK・K・カンドラは翌1974年に2本目のハリヤーンウィー語カラー映画『Harphool Jaat Julani Aala』も製作したが、大衆の人気を得られなかったため、その後長らくハリヤーンウィー語映画は製作されなかった。5年後の1979年にボリウッドのシャーム・ベネガルが短編映画『Karishi Pandit』『Chamatkaar』の撮影のためにロータク県を訪れ、1983年にJ・P・カウシクが3本目のハリヤーンウィー語映画『Bahurani』を製作した。同作は興行的には大きな成功は収めなかったものの、映画製作者たちにハリヤーンウィー語映画産業の将来性への期待感を抱かせることに成功した。1984年にジャヤーント・プラバカールが監督した『Chandrawal』はハリヤーンウィー語映画で初めて興行的な成功を収め、同作はハリヤーナー州の他にデリー、ウッタル・プラデーシュ州西部、ラージャスターン州北部で人気を集めた。
2000年にアシュヴィニー・チョードリーが監督、アーシュトーシュ・ラーナーが主演を務めた『Laado』は興行的な成功を収め、インディラ・ガンディー賞 新人監督作品賞を受賞した。同作は初めて国家映画賞を受賞したハリヤーンウィー語映画となった。2014年公開の『Pagdi The Honour』は第62回国家映画賞で助演女優賞とハリヤーンウィー語長編映画賞を受賞している。『Satrangi』も第63回国家映画賞でハリヤーンウィー語長編映画賞を受賞し、2017年にハリヤーナー国際映画祭で6つの賞を受賞した。

## 主な作品
- Beera Shera
- Chandrawal
- Laado[5]
- Muthbhed - A Planned Encounter[6]
- Chandrawal-2[7]
- Tera Mera Vaada
- London Ki Chhori
- Pagdi The Honour
- Satrangi

## 主な人材
- ジャーガト・ジャカール（英語版）
- ニーラージ（英語版）
- グルダス・マーン（英語版）
- ラジェシュ・ヴェドプラカーシュ（英語版）
- サティヤジート・プリ（英語版）
- ラージャー・バンデラ（英語版）
- アーシュトーシュ・ラーナー（英語版）
- ラジェンドラ・グプタ（英語版）
- アルン・バリ（英語版）
- ウッタル・クマール（英語版）
- バルジンダル・カウル（英語版）